# 烏斯季亞尼夫卡
50°2′18″N 27°12′50″E / 50.03833°N 27.21389°E
烏斯季亞尼夫卡（烏克蘭語：Устянівка），是烏克蘭的村落，位於該國西部赫梅利尼茨基州，由舍佩蒂夫卡區負責管轄，始建於1240年，面積0.04平方公里，海拔高度281米，2001年人口131。